# Bimba Bosé
Eleonora Salvatore  González (Roma, 1 de octubre de 1975-Madrid, 23 de enero de 2017), más conocida por su nombre artístico Bimba Bosé, fue una modelo, diseñadora, actriz, DJ y cantante española.

## Biografía
Fue hija de Alessandro Salvatore —fallecido en 2008— y de Lucía González Bosé conocida como Lucía Dominguín quien la tuvo a los 18 años. Nieta materna del torero Luis Miguel Dominguín y de la actriz Lucia Bosè, y sobrina del cantante Miguel Bosé y de la actriz Paola Dominguín. Tenía seis hermanos: del matrimonio de sus padres nacieron ella y Olfo; después su padre tuvo otros tres hijos: Alessandro, Francesca y Alfonso; y su madre tuvo dos hijas de su matrimonio con el actor extremeño Carlos Tristancho, Jara y Lucía.
Estuvo casada desde el 3 de junio de 2006 hasta el año 2013 con el realizador y músico Diego Postigo Breedveld, con quien tuvo dos hijas, nacidas ambas en Madrid, Dora Postigo (9 de abril de 2004) y June Postigo (19 de junio de 2011). Posteriormente fue pareja del modelo inglés Charlie Centa —diecisiete años menor que ella— hasta el momento de su muerte.
En 2014 fue operada de un cáncer de mama en el seno izquierdo. En junio de 2016 comentó a un periodista de la revista Lecturas que tenía «metástasis en huesos, hígado y cerebro» y que seguía en tratamiento, y este lo publicó en su revista sin su permiso.
Falleció el 23 de enero de 2017 a los 41 años en el Hospital Universitario Ramón y Cajal de Madrid.
Fue incinerada el 25 de enero de 2017.

## Trayectoria profesional

### Modelo
Trabajó con fotógrafos de prestigio internacional como Richard Avedon, Terry Richardson, Peter Lindbergh, Steven Meisel, Bruce Weber y Mario Testino y su imagen ha ocupado portadas de revistas como Vogue o Harper’s Bazaar además de desfilar en Londres, París, Nueva York y Milán para diseñadores como Karl Lagerfeld, Tom Ford, Alexander McQueen, John Galliano...
La imagen como modelo de Bimba siempre fue muy andrógina. Aunque trabajó desde muy joven en la moda por toda Europa, su mayor repercusión y madurez llegó al convertirse en musa de David Delfín, quien falleció solo cinco meses después que ella.

### Cantante
Sus inicios como cantante se remontan a 1994 con apenas 19 años. En aquel año Rafa Sánchez cantante del exitoso grupo español La Unión y Antonio Cortés componen y graban la ópera rock Las botas rojas basado originalmente en el cuento de Hans Christian Andersen y en la versión musical de Broadway Las zapatillas rojas. El primer sencillo «Confía en mí» es protagonizado por Bimba Bosé con Rafa Sánchez.
En 2007 realizó un dueto con su tío Miguel Bosé, con el tema «Como un lobo» del álbum Papito, que fue lanzado con sencillo con un videoclip y la actuación de la pareja en los Grammy Latino 2007. La canción alcanzó gran éxito y supuso un importante empujón promocional para Bimba, quien ya entonces preparaba un proyecto propio: el grupo The Cabriolets.
Trabajó en su propio sello discográfico y formó junto a Diego Postigo el grupo The Cabriolets. Debutó con el grupo el 7 de mayo de 2007, cantando temas en inglés y español. Destacó su versión de «Como yo te amo» de Rocío Jurado mezclada con la base musical del tema original de Twin Peaks.
En 2008 apareció su primer disco, llamado Demo, grabado en Nueva York a las órdenes del productor Andrés Levín y en el que colaboraron músicos como Marc Ribot o John Medeski. En julio de ese mismo año participaron en el festival Rock in Rio Madrid, teloneando a Zucchero y Suzanne Vega. 
En 2016 participó en la primera edición de Levántate All Stars. Como pareja tenía a Silvia Superstar —cantante de Killer Barbies— y, tras ocho galas, llegaron a la final. Fueron las cuartas finalistas de la edición.

## Filmografía
- El cónsul de Sodoma (2010), de Sigfrid Monleón.
- Run a way (cortometraje) (2012), de Diego Postigo.
- La que se avecina (cameo) (2014)
- Levántate All Stars (concursante) (2016)
- Julieta (cameo) (2016), de Pedro Almodóvar

## Publicaciones
- 2013, Y de repente, soy madre. Ed. Temas de Hoy.[18] ISBN 9788499982526